# DD Lacertae

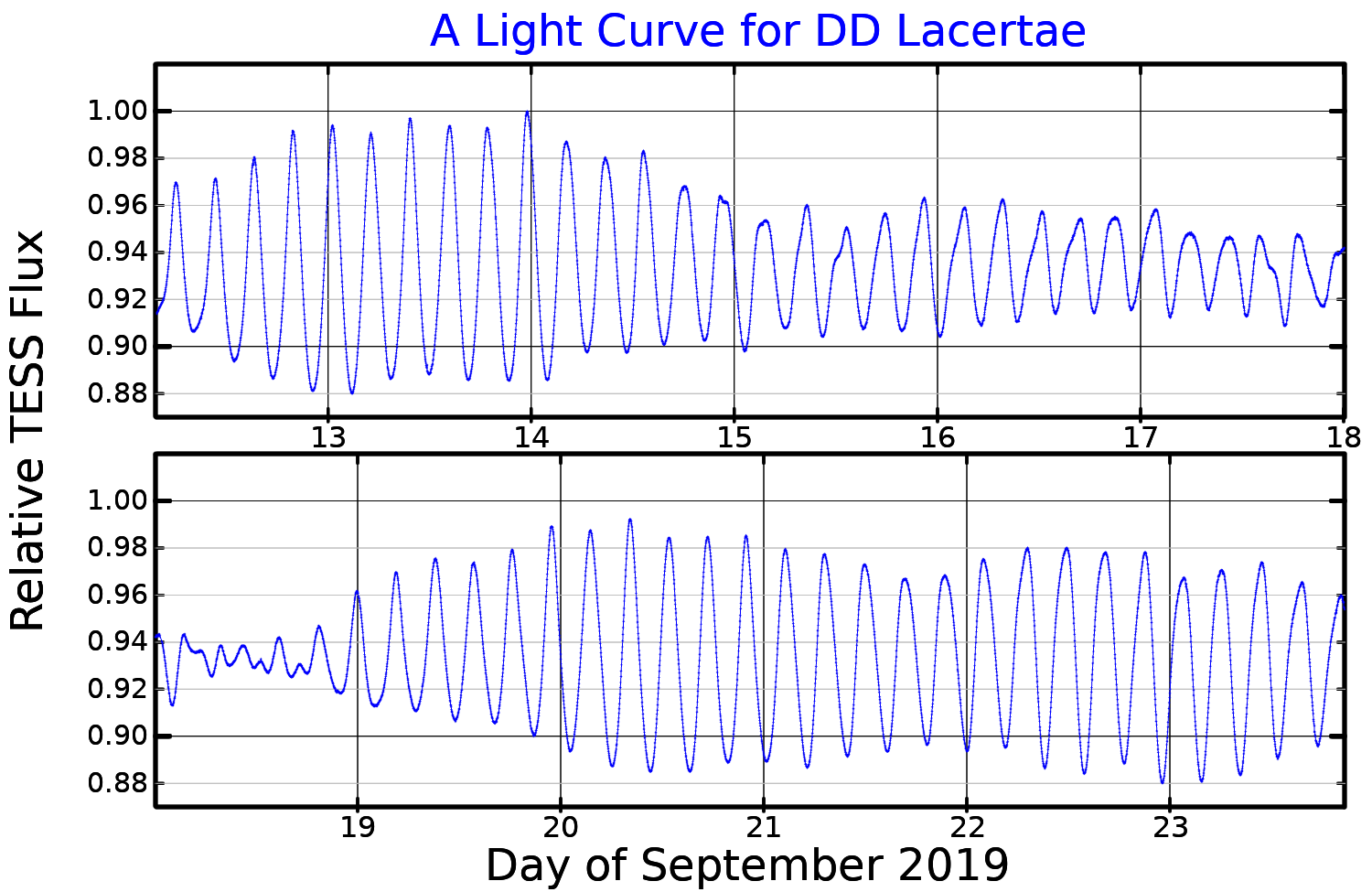
Curva de luz de DD Lacertae

DD Lacertae (DD Lac / 12 Lacertae / HD 214993 / HR 8640) es una estrella en la constelación de Lacerta, el lagarto. Pertenece a la Asociación estelar Lac OB1, cuya distancia respecto al sistema solar se estima en 1700 años luz.
Catalogada como gigante azul de tipo espectral B2III, DD Lacertae es una estrella caliente cuya temperatura efectiva es de 24 000 K. Tiene una luminosidad equivalente a 22 000 soles y un tamaño 8,5 veces mayor que el del Sol. Su metalicidad es semejante a la del Sol y posee una masa de 12,5 masas solares. Como corresponde a una estrella de sus características, es mucho más joven que el Sol, con una edad comprendida entre 11 y 23 millones de años.
DD Lacertae es una variable Beta Cephei; en estas variables las fluctuaciones de brillo se producen por pulsaciones en la superficie estelar. Así, su magnitud aparente oscila entre +5,16 y +5,28, siendo su período principal de 2,917 días. Se han identificado otros cuatro modos adicionales, con períodos de 4,63, 4,50, 4,74 y 4,37 horas.
Aunque la medida de su velocidad de rotación proyectada es de 49 km/s, el interior de la estrella rota a una velocidad de al menos 100 km/s.